# Rottenbach (Königseer Rinne)

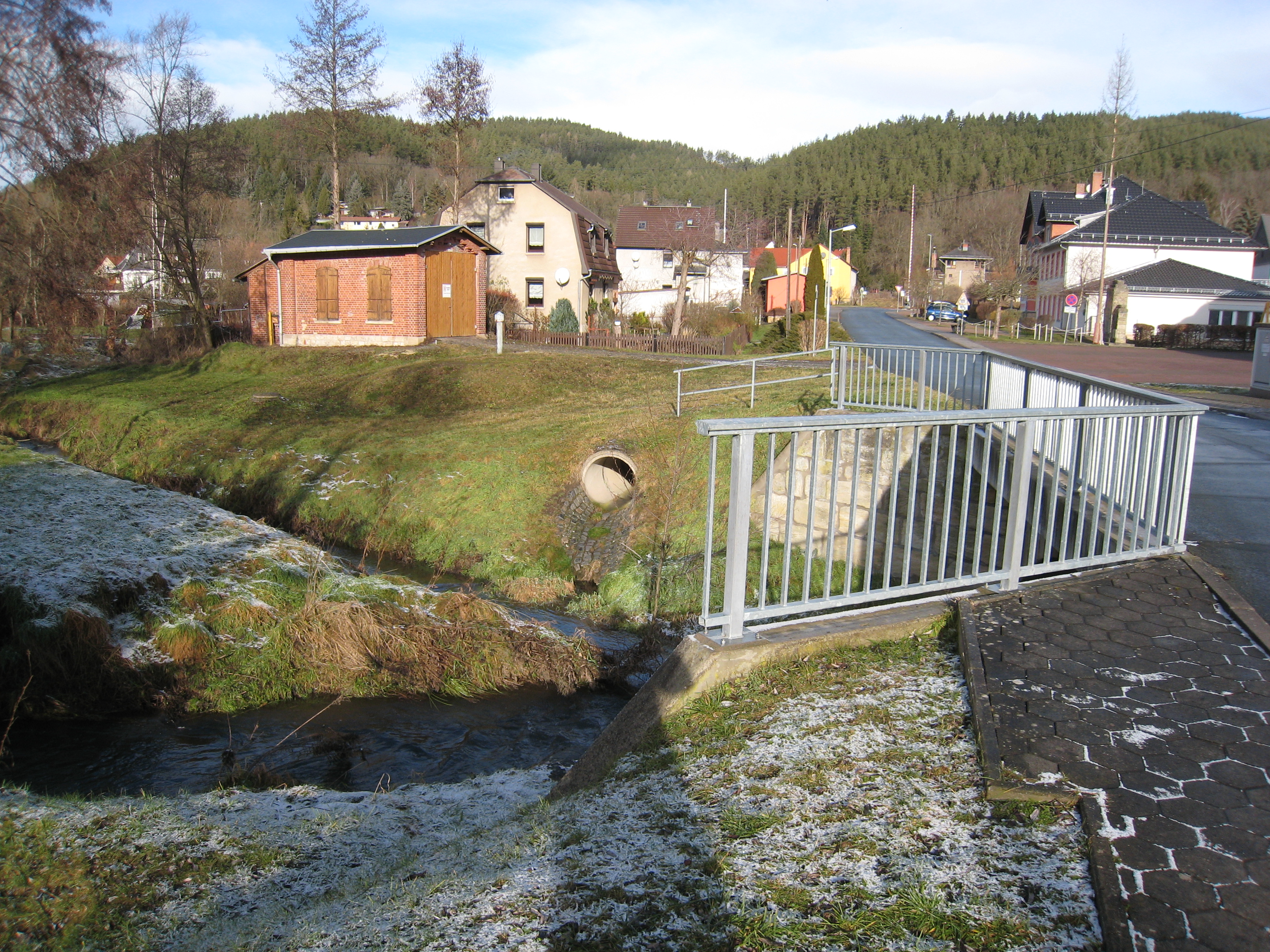
Einmündung des Rottenbachs (rechts) in die Rinne in Rottenbach

Der Rottenbach ist ein Nebenfluss der (Königseer) Rinne im Paulinzellaer Vorland in Thüringen. Er durchfließt auf seinem etwa zehn Kilometer langen Lauf das Landschaftsschutzgebiet Rinne-Rottenbachtal.
Der Rottenbach entspringt mehreren Quellbächen im Forst Paulinzella bei Gösselborn. Anschließend fließt er in südöstlicher Richtung weiter durch Paulinzella und Milbitz nach Rottenbach, wo er von links in die Rinne einmündet.
Das Rottenbachtal ist ein wichtiger Verkehrsweg, in dem sowohl die Bahnstrecke Arnstadt–Saalfeld als auch die Landesstraße Stadtilm–Rottenbach verlaufen.